# Marcos Montes
Marcos Montes (Adrogué; 26 de diciembre de 1967) es un actor y músico argentino. Recibió numerosas nominaciones y distinciones por su trabajo, entre ellas el Premio Florencio Sánchez, el Premio Municipal Trinidad Guevara, el Luisa Vehil y el Premio Carlos Gardel.

## Biografía
Hijo de un bibliotecario y de una profesora de inglés, de niño se sintió atraído por las artes, especialmente la música, la escritura y la pintura. Su primera vocación, sin embargo, fue la de convertirse en médico veterinario, carrera universitaria que cursó hasta completar el tercer año en la Universidad Nacional de La Plata. Al mismo tiempo cantó en el grupo de jazz vocal Noval Spirituals, y estudió guitarra con Roberto Lapo Gessaghi, y canto con el tenor José Crea. 
En 1990 se dedicó de lleno a su formación en artes escénicas, entrenándose en comedia musical con Ricky Pashkus, teatro con Julio Chávez, y danza con Ricky Pashkus y Vivian Luz. En canto, con Myriam Toker y Sandra Nahabian. En 1995 estudió actuación en el HB Studio, en Nueva York.
En 1993 hizo su primer trabajo profesional, que fue el programa de televisión Canto Rodado (Canal 13), junto a figuras emergentes como Facundo Arana, Vera Fogwill, Damián De Santo, Victoria Onetto, Laura Miller y otros.
En teatro, hizo más de cuarenta obras y fue dirigido por Norma Aleandro, Alfredo Arias, Javier Daulte, Julio Chávez, Alberto Ure, Inda Ledesma, Helena Tritek, Marcelo Moncarz y en su carrera –‐eminentemente teatral— hizo los títulos La señorita de Tacna, Las pequeñas patriotas, De rigurosa etiqueta, Hombre y superhombre, Un poco toco —todos estos títulos junto a la excepcional Norma Aleandro, El homosexual o la dificultad para expresarse, Beckett Argentinien, El pan del adiós, El humor después de los 30, (H)umoris Vermicellis, El miembro ausente, El día que siembre adioses, Azul metalizado —obras puestas en escena con su grupo de teatro (H)umoris Dramatis—, entre otros.
Con el director franco-argentino Alfredo Arias trabajó en Francia entre 2009 y 2018 con las obras Tatouage y Trois Tangos, de Arias, Axel Krygier y Gonzalo Demaría, Deshonorée y Elle, de Jean Genet en el Théâtre de l'Athénée.
En televisión actuó en Canto rodado, escuela de arte, Alta comedia, Los únicos, Botineras, Amas de casa desesperadas (Colombia), Niní, Socias, Signos , El puntero, El maestro, El Tigre Verón. En 2023, participó en la segunda temporada de Argentina, tierra de amor y venganza, dentro del elenco secundario, como Rosenberg, el nuevo amo de llaves del teatro Brisco en lugar de Delia, el personaje de Valeria Lois que al parecer se fue a vivir a Paraguay.
En cine, Whisky Romeo Zulu, Garage Olimpo, El juego de la silla, Una novia errante, Los Marziano, Derecho de familia, Rosita, de Verónica Chen  y las producciones norteamericanas The city of your final destination —dirigida por James Ivory— y There be Dragons —dirigida por Roland Joffé—.
Como músico editó los discos Now's the time (2000) con el grupo de jazz vocal Blow Back, Way down South (2004), Toco y me voy... un poco toco (con la cantante Gipsy Bonafina (2008) y Trois tangos, de Axel Krygier y Gonzalo Demaria (2010).
Paralelamente a su trabajo escénico, se dedicó a la escritura, estudió Dramaturgia en el IUNA Instituto Universitario Nacional de las Artes, y fue crítico de música y teatro en el periódico Buenos Aires Herald entre 1997 y 2001. Publicó ensayos, cuentos y traducciones en las revistas Proa (revista), Letras de Buenos Aires, Cuadernos Hispanoamericanos, y Clarín. En 2019 obtuvo su Maestría en Lexicografía Hispánica por el convenio de la Real Academia Española y la Universidad de León. En 2020 ingresó al Doctorado en Letras que imparte la Universidad del Salvador. 

## Premios
- Premio Florencio Sánchez Mejor Actor de Reparto por La felicidad, de Javier Daulte
- Premio Florencio Sánchez Mejor Actuación Masculina en Musical por Tatuaje, de Alfredo Arias.
- Premio Trinidad Guevara Mejor Actuación de Reparto por Cinelandia, de Alfredo Arias.
- Premio Luisa Vehil Mejor Actuación de Reparto por Happyland, de Gonzalo Demaría.
- Premio Gardel 2010 Mejor Álbum Banda de sonido por Tres tangos, de Axel Krygier y Gonzalo Demaría.
- Premio Trinidad Guevara Mejor Actuación Protagónica Masculina por El hombe de acero, de Juan Francisco Dasso

## Filmografía
- Garage Olimpo, dirección de Marco Bechis (1999)
- El juego de la silla, dirección de Ana Katz (2001)
- Whisky Romeo Zulu, dirección de Enrique Piñeyro (2002)
- Derecho de familia, dirección de Daniel Burman (2005)
- La muerte conoce tu nombre dirección de Daniel de la Vega (2005)
- Una novia errante dirección de Ana Katz (2006)
- El club de la muerte dirección de James Merendino (2006)
- The city of your final destination, dirección de James Ivory (2007)
- Rancho aparte, dirección de Edi Flehner (2007, coach actoral)
- There be dragons, dirección de Roland Joffé (2009)
- Los Marziano, dirección de Ana Katz (2010)
- Por un tiempo, dirección de Gustavo Garzón (2012)
- La boleta, dirección de Andrés Paternostro (2012)
- Ley primera, dirección de Diego Rafecas (2013)
- Mi amiga del parque, dirección de Ana Katz (2014)
- Francisco: el padre Jorge, dirección de Beda Docampo Feijóo (2015)
- Rosita, dirección de Verónica Chen (2019)
- El perro que no calla, dirección de Ana Katz (2019)
- Fanny camina, dirección de Alfredo Arias e Ignacio Masllorens (2021)
- Argentina, tierra de amor y venganza, como Rosenberg. (2023)
- Elena sabe, como Padre Juan. (2023)

### Televisión
- 2024 - Cris Miró (Ella), TNT
- 2023- Planners Star+
- 2021- Cross (serie web) Serie web
- 2018- La caída TV Pública
- 2017- El maestro Pol-ka
- 2017- Animadores TV Pública
- 2015- Signos Pol-ka
- 2013- Las huellas del secretario TV Pública
- 2013- Historias de corazón Telefe
- 2009- Botineras Telefe
- 2003- Mujeres en rojo Telefe
- 1999- La mujer del presidente Telefe
- 1997- Paloma (telenovela Argentina) Canal 9
- 1993- Canto Rodado ( escuela de arte) Pol-ka
- 1991/1998- Alta comedia Canal 9

### Citas
1. ↑  «Los Florencio Sánchez ya tienen felices dueños». La Nación. marzo de 2011. Consultado el 29 de septiembre de 2011.
2. ↑  HB Studio, estudio de teatro fundado por Herbert Berghof y Uta Hagen, sito en Greenwich Village, Manhattan, New York.
3. ↑  Gorlero, Pablo (29 de noviembre de 2009). «En el mundo». La Nación. Consultado el 29 de septiembre de 2011.
4. ↑  «Tracks - Tres "Mini" Óperas». La Nación. febrero de 2010. Consultado el 29 de septiembre de 2011.
5. ↑  Algo habrán hecho (por la Historia Argentina), ficción histórica de gran éxito en la TV Argentina, con guion de Felipe Pigna.